# Maria Moninckx
Maria Moninckx (La Haia, 22 d'abril de 1673, data de bateig) - Amsterdam, 26 de febrer de 1757) va ser una artista i pintora botànica neerlandesa, coneguda per les làmines en color que ella i el seu pare, Jan Moninckx, van crear, i que conformen el gruix de les il·lustracions de l'Atles de Moninckx, de nou volums, publicat entre 1686-1709.

## La família Moninckx
Els membres de la família Moninckx tenien una llarga tradició com a pintors, i es va investigar en un llibre titulat De Schildersfamilie Moninckx, publicat per Abraham Bredius el 1889. Conegut va ser Gijsbert Moninckx, membre del Gremi de Sant Lluc a La Haia el 1605. El llibre de Bredius confon Maria Moninckx amb Machteld Moninckx, la vídua de Paulus Dinant.
El pare de Maria era Jan Moninckx, el seu col·laborador a l'Atles de Moninckx, i la seva mare era Ariaentje Pieters. els seus avis eren Cornelis Moninckx i Maria Ter Borch, germana de Gesina ter Borch, filla de Gerard ter Borch, la tia Machtelt Moninckx s'havia casat amb Paul Dinant, l'oncle Pieter Moninckx s'havia casat amb Judith van Nieulandt, hereu d'una dinastia de pintors.
El 18 d'abril de 1723 Maria va signar un registre d'esponsals compromisos a Amsterdam, declarant la seva intenció de casar-se amb Martinus de la Ruel. L'edat de Maria era de 47 anys i el seu lloc de residència La Haia, mentre que Martinus tenia 46 anys i era d'Amsterdam. La signatura de Maria al registre de casament es correspon amb la seva signatura a les aquarel·les de l'Atles de Moninckx.
Maria Moninckx va morir al febrer de 1757 i va ser enterrada el 26 de febrer a la seva casa del Burgwal, prop del Rusland.

## Hortus Medicus
El 1682, Joan Huydecoper II i Jan Commelin van prendre la iniciativa de crear un nou Hortus Medicus a Amsterdam. Es diferenciava del jardí d'herbes en Binnengasthuis en la mesura en què també conreava plantes ornamentals i funcionaria com un Hortus Botanicus, Huydecoper era alcalde de Amsterdam i tenia una gran influència amb la Companyia Holandesa de les Índies Orientals, mentre que Commelin era un comerciant d'herbes i productes farmacèutics. Tots dos eren ben coneguts com a jardiners entusiastes i experts. A causa dels seus contactes al món dels negocis i la seva experiència pràctica en horticultura, van rebre un flux constant de plantes, llavors, bulbs i esqueixos per ser conreats lluny del seu hàbitat original.
Això va portar a la creació d'una de les col·leccions de plantes més riques d'Europa. Les plantes de valor comercial, així com les herbes, les plantes de cultiu comestibles i les plantes medicinals, es reproduïen en el jardí per trasplantar-les en altres llocs. Un exemple d'això va ser la planta de cafè, que, estranyament, no es va il·lustrar a l'Atles de Moninckx, però es va convertir en la columna vertebral de la indústria del cafè brasilera. A més, es van cultivar moltes plantes ornamentals, especialment plantes estranyes i exòtiques, que es conrearen per pur interès, curiositat i, sovint, per a futures recerques.

## L'Atles Moninckx
Entre 1686 i 1709, Huydecoper i Commelin van encarregar 420 aquarel·les grans en pergamí de plantes que creixien en el jardí de Ámsterdam. El jardí no disposava d'herbari i, per això, un registre pictòric en forma de quadres crearia un valor permanent.

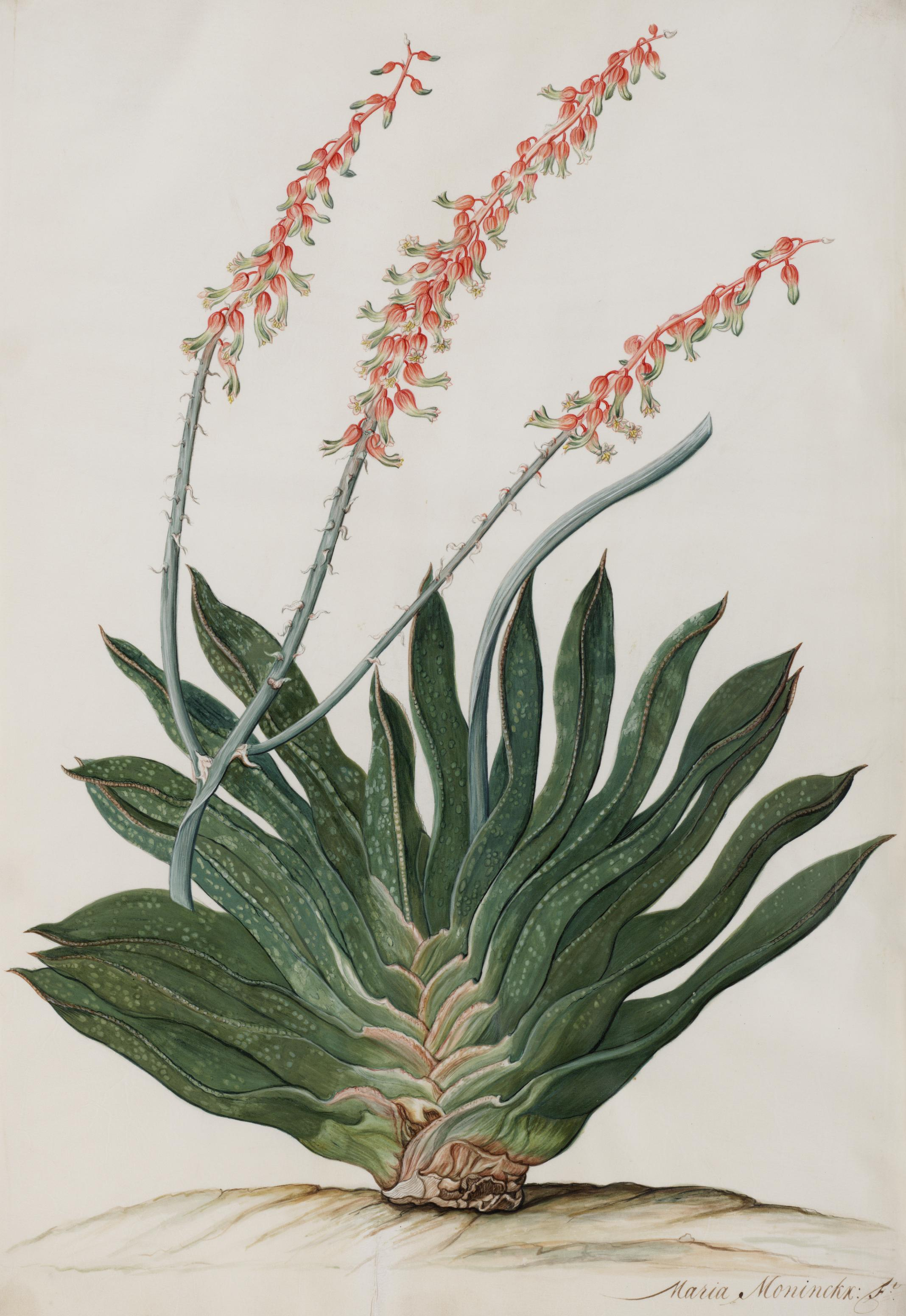
Gasteria nigricans, il·lustració de Maria Moninckx en lAtles Moninckx

Es va contractar quatre artistes consagrats per abordar aquest extens projecte. El gruix de la feina la va fer Jan Moninckx: 273 fulls porten la seva signatura. Maria Moninckx va produir 101 pintures. Les altres artistes van ser Alida Withoos (13 aquarel·les) i Johanna Helena Herolt-Graff, filla de Maria Sibylla Merian (2 fulls); 31 aquarel·les no porten signatura. Les armes heràldiques de Huydecoper i Commelin, pintades per Jan Moninckx, es van fer servir per decorar el volum 1 de l'Atles. El 1749 es va intentar ampliar la col·lecció. Aquest novè volum constava d'amb prou feines de cinc aquarel·les, una de Dorothea Storm-Kreps i quatre de Jan Matthias Cock. Les plantes il·lustrades en els primers cinc volums i part del sisè tenien els seus noms impresos tant en llatí com en holandès. Els noms en llatí estaven escrits en negreta romana i els noms neerlandesos en elegant cal·ligrafia gòtica.
Aquesta obra monumental continua tenint encara un gran interès taxonòmic, històric i artístic. Les aquarel·les han servit de base per a gravats de l'Horti Medici Amstelodamensis rariorum plantarum història, part 1, de Jan Commelin, aparegut el 1697 i part 2, del seu cosí Caspar Commelin, el 1701. El famós botànic Carl Linnaeus va basar la taxonomia per al seu Species plantarum de 1753 en no menys de 259 espècies de l'Atles Moninckx. Una exploració recent de l'obra completa ha fet que les làmines i el text estiguin disponibles en el lloc web de la Universitat de Ámsterdam.
En relació al treball realitzat per Maria Moninckx en aquesta col·lecció, dues de les seves il·lustracions, Gasteria nigricans, datada probablement entre 1686 i 1702, i Pelargonium oblatum, amb data probable entre 1698 i 1700, revelen la delicadesa amb la qual va executar les seves aquarel·les i la captura de l'essència de totes dues plantes.